# Кабаненко, Лидия Ивановна
Лидия Ивановна Кабаненко — советский хозяйственный, государственный и политический деятель, Герой Социалистического Труда.

## Биография
Родилась в 1935 году в селе Первомайском Либкнехтовского района. Член КПСС.
С 1952 года — на хозяйственной, общественной и политической работе. В 1952—1990 гг. — на предприятиях Кабардино-Балкарии, доярка, бригадир доильной бригады государственного племенного завода «Урупский» Отрадненского района Краснодарского края, мастер животноводства первого класса.
Указом Президиума Верховного Совета СССР от 8 апреля 1971 года присвоено звание Героя Социалистического Труда с вручением ордена Ленина и золотой медали «Серп и Молот».
Избиралась депутатом Верховного Совета РСФСР 8-го и 9-го созывов.